# Trappistenabtei Miraflores
Die Trappistenabtei Miraflores (Abadía Santa María de Miraflores; lat. Abbatia Santae Mariae de Miraflores) ist seit  1960 ein chilenisches Kloster der Trappisten bei Rancagua, Bistum Rancagua.

## Geschichte
Die amerikanische Trappistenabtei Spencer gründete 1960 in La Dehesa, Lo Barnechea, in der Provinz Santiago das Tochterkloster Our Lady of the Andes (Unserer Lieben Frau der Anden). 1966 wurde der Konvent aus der Trappistenabtei Gethsemani verstärkt, 1969 zum Priorat und 1980 zum selbständigen Priorat erhoben. 1986 wechselte der Konvent nordöstlich Rancagua nach Miraflores in Codegua (Provinz Cachapoal) und wurde dort 2012 zur Abtei erhoben. Inzwischen hatte das Kloster, das zwischenzeitig Nuestra Señora de La Dehesa hieß, den Namen „Heilige Maria von Miraflores“ angenommen.
Obere:
- Francis (Alexandre) Dietzler (1960–1963, dann Azul)
- Edward McCorkell (1963–1966, dann Berryville)
- Jorge (Callixte) Peterson (1966–1970)
- Richard Gans (1970–1986)
- Lino Doerner (1986–2004)
- Jesús Diez-Caballero Sanz (2004–2010)
- Francisco Lagos (2010–2014), 1. Abt
- Pedro Barrientos Montalva (2014–2020), 2. Abt